# Периска
Периска (лат. Pinna nobilis) је врста морске шкољке. То је и уједно највећа шкољка која насељава Јадранско море. Њена љуштура може и да нарасте преко 80 центиметара, а достигне тежину и преко 2,5 килограма.

## Живот
Она живи у необичној симбиози са раком стражаром. Рак стражар је додиром упозорава на опасност, улази у њену љуштуру, и тада се периска снажно затвара. Често насељава муљевито и песковито дно.
Због укусног меса и необичне љуштуре, често се лови, па је у неким крајевима Јадранског мора скоро истребљена.